# 지식검색

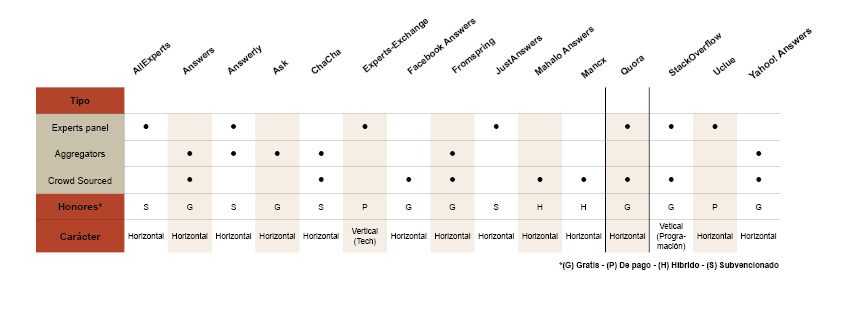

지식검색 또는 지식검색 서비스는 인터넷 누리꾼들이 서로 묻고 답하면서 정보를 만들어가는 공동체 서비스를 말한다. 다른 말로 지식검색 공동체, 지식기반 공동체로 부르기도 한다. 지식검색은 이용자들이 질문과 답변을 능동적으로 생산하여 상호 호혜적으로 지식을 교환하는 행위를 전제로 한다. 지식검색은 보통 비슷한 분야끼리 묶어 카테고리 형태로 분류되어 이용자들이 원하는 정보를 보다 손쉽게 찾을 수 있도록 하고 있다.

## 구체적 예
대한민국 최초의 지식검색 서비스는 2000년 10월 개설된 DBDIC이었다. DBDIC은 데이터베이스(database)와 사전(dictionary)의 합성어로 한겨레신문 온라인판에서 운영했다. 이 서비스는 개통 후 폭발적인 호응을 얻었고, 100여 개 카테고리에 하루 수천 건의 질문과 답변이 등록될 수준까지 발전했다. 그런데 2002년 10월 한겨레신문 측에서 DBDIC을 유료화했으며 이후 발전이 멈췄다. 이후 엠파스가 이를 인수, 자사의 지식검색 서비스인 지식거래소 서비스에 통합시켰다.
2008년 기준으로 대한민국 인터넷의 대표적 지식검색 서비스는 네이버의 지식iN, 네이트의 네이트 지식, 야후코리아의 야후 앤서이다.
이들의 주요 특징은 다음과 같다.
- 질문과 답변 내용이 대중성을 띠므로 비 엘리트성, 비 권위적이라는 특징을 갖는다.
- 익명성이 보장되기 때문에 질문 내용의 제약이 덜하다.
- 답변은 개인의 경험에 따른 조언이 큰 비중을 차지하며, 이는 신뢰성을 부여하는 요인이 된다.

## 비판
위키와 비교할 때 지식검색 서비스의 단점으로 다음과 같은 것들을 들 수 있다.
- 체계적으로 정리되어 있지 않고, 옳고 그른 지식이 혼재하여 신뢰도가 떨어진다.[4]
- 지식검색 서비스는 해당 포털을 이용해야만 검색하고 사용할 수 있으며 다른 검색엔진으로는 추출이 되지 않기 때문에 지식의 개방성 측면에서 경직되어 있다.[5]
- 질문-답변1-답변2...방식의 선형적, 비유동적, 고정적 텍스트 구조로 이루어져 있어서 잘못된 답변이나 지식이 자정작용을 통해 교정되기 힘들다.[6]
- 포털에 종속되어 있는 구조 때문에 지식이 상업적 목적으로 이용되며, 지식의 생산과 유통이 특정 포털 운영사 몇 개에 의해 독과점될 위험성을 내포하고 있다.[7]

## 같이 보기
- 집단 지성
- 크라우드소싱
- 디지털 경제
- 전자 비즈니스
- 지식 경영
- 정보화 사회
- 지식경제
- 지식 조직화
- 가상 경제
- 인텔컴
- 지식 노동자